# Нетбук

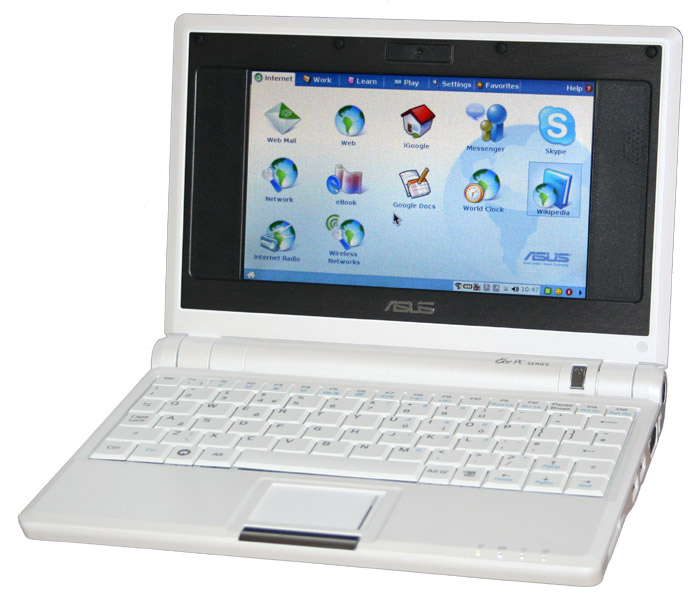
ASUS Eee PC

Нетбук (англ. netbook) — невеликий мобільний комп'ютер (ноутбук), основне призначення котрого полягає в доступі до Інтернету та роботі з офісними програмами. Нетбуки відрізняються компактними розмірами (діагональ екрану 7—10 дюймів чи 17,7—25,8 см), невеликою вагою, низьким рівнем споживання електроенергії та відносно невисокою вартістю. Щоб уможливити щонайменші габарити та вагу, нетбуки зазвичай не обладнані дисководами для читання/запису оптичних дисків.
Дані пристрої займають проміжне положення між мобільними інтернет-пристроями (MID) та Handheld PC «знизу» та субноутбуками «зверху». Від UMPC нетбуки відрізняються застосуванням звичайних екранів, нечутливих до дотику.
Компанія Psion Teklogix має певні претензії щодо використання терміна, адже саме так, netBook, називався міні-ноутбук Psion випущений у 1999 році. Тоді пристрій не здобув популярності.
У 2009 році біля третини нетбуків постачалися в роздрібні мережі з передвстановленою системою Linux.

## Історія
Спочатку термін «нетбук» був використаний в 1999 році компанією Psion для позначення кишенькових персональних комп'ютерів власного виробництва. Psion netBook у розкритому вигляді (клавіатура була висувною) походив на маленький ноутбук з діагоналлю екрану 7,7 дюйма (19,6 см) та роздільною здатністю 640 × 480 точок. Він був побудований на базі процесора StrongARM з частотою 190 МГц і працював під управлінням операційної системи EPOC32 Release 5. Згодом, в 2003 році, була випущена оновлена версія Psion Teklogix netBook Pro на базі процесора xScale під управлінням ОС Windows CE (існував також варіант з Linux).
У 2005 році стартував проєкт OLPC, однією з цілей якого було створення дешевого ноутбука XO-1 для дітей країн, що розвиваються . Згідно з цим проєктом, вартість ноутбука з діагоналлю 7,5 дюймів не повинна перевищувати 100 доларів, а також пристрій повинен забезпечувати доступ в Інтернет за допомогою бездротового інтерфейсу Wi -Fi і роботу з текстовими документами. У 2007 році проєкт був практично завершений, проте вартість пристрою склала близько 188 доларів. В даний час ведуться роботи по зменшенню собівартості до заявленої і розробляється друга версія ноутбука.
Навесні 2007 року на виставці COMPUTEX Taipei 2007 компанія ASUS представила новий субноутбук Eee PC на базі процесора Intel Celeron M з діагоналлю екрана 7 дюймів і заявленою ціною від 199 доларів. Поставки пристроїв почалися в жовтні 2007 року. Реальна вартість пристрою в мінімальній комплектації склала 250 доларів і знизилася до номінальної тільки під кінець виробництва моделі.
15 жовтня 2007 Intel заявила про розробку нового процесора для мобільних застосувань, зокрема для пристроїв типу OLPC, — Atom.
У лютому 2008 року, після виходу компанії з проєкту OLPC, термін нетбук був знову введений компанією Intel, для позначення наддешевих ноутбуків з невеликою діагоналлю екрану. Таким чином, з категорії субноутбуків була виділена нова категорія портативних пристроїв — «нетбуки» (з діагоналлю екрану від 7 до 11 дюймів). Intel приступила до реалізації власного проєкту наддешевого комп'ютера для дітей з країн, що розвиваються — Classmate PC.
3 червня 2008 компанія Intel представила процесори Atom, засновані на ядрі Diamondville, призначені для використання в нетбуках і неттопах. Протягом літа і осені 2008 року більшість великих виробників комп'ютерів представили власні нетбуки на базі процесорів Intel Atom. Вартість цілого ряду нетбуків перевищує 500 доларів і вони безпосередньо конкурують з бюджетними ноутбуками з розміром діагоналі екрана 14,1-15,4 дюймів (35,8-39,1 см). Деякі нетбуки позиціонуються як іміджеві моделі, їх вартість наближається до молодших моделей субноутбуків .
Крім того, восени 2008 року деякими китайськими виробниками були представлені портативні пристрої з діагоналлю екрана 7 дюймів на базі процесорів ARM під управлінням ОС Windows CE і Linux. Використання ARM-процесора і відповідних ОС відносить ці пристрої швидше до класу Handheld PC, однак розміри дозволяють класифікувати їх як нетбуки. Вартість подібних нетбуків не перевищує 100 доларів.
У третьому кварталі 2008 року світові поставки портативних комп'ютерів вперше в історії перевершили аналогічний показник для настільних ПК.
У січні 2010 року на IT-виставці CES 2010 були представлені нетбуки на енергоефективній платформі Intel Pine Trail, яка включає в себе процесори Intel Atom N450.
У січні 2011 року компанією AMD були представлені нетбуки на енергоефективній платформі AMD Brazos, яка включає в себе процесори AMD C-50, E-350 та інші на ядрі Bobcat і відеопроцесор Radeon HD серії 6000.
В кінці 2012 року провідні виробники (ASUS і Acer) заявили про завершення виробництва моделей категорії нетбук.

## Програмне забезпечення
В нетбуках використовуються різні ОС на базі GNU/Linux (наприклад, Eeebuntu та Ubuntu Netbook Remix), Windows XP Home Edition та Windows Vista Home Basic (в деяких випадках — Windows Vista Business), а з недавніх пір і Windows 7 Starter Edition, хоча користувач може встановити сам будь-яку ОС.
Спеціально для виробників дуже дешевих комп'ютерів (англ. ultra-low cost personal computers) корпорація Microsoft дозволила встановлення Windows XP до 30 червня 2010 року. Однак комп'ютери, призначені для встановлення, повинні відповідати ряду вимог:

## Приклади нетбуків
Типові представники класу нетбуків — портативні комп'ютери серій Acer Aspire one, ASUS Eee PC, Dell Mini, Lenovo Ideapad, Samsung тощо.
- Acer Aspire one
- ASUS Eee PC

## Виноски
1. ↑  
Нетбуки - вне закона!. Архів оригіналу за 27 червня 2013. Процитовано 30 грудня 2008. (рос.)
2. ↑  Linux owns 32 percent of netbook market, says study. Архів оригіналу за 2 січня 2010. Процитовано 8 грудня 2009.
3. ↑  Dell Looks to Linux to Expand Netbook Presence. Архів оригіналу за 24 листопада 2009. Процитовано 8 грудня 2009.
4. ↑  Windows Life-Cycle Policy(англ.)
5. ↑  Update: Windows XP Logo Program(англ.)